# Festival OTI de la Canción 1977
Het OTI Festival 1977 was de zesde editie van het OTI Festival, georganiseerd door de Organización de Televisión Iberoamericana. de wedstrijd werd georganiseerd door het winnende land van het jaar voordien, Spanje. Nicaragua won met het lied Quincho Barrilete. 
De Dominicaanse Republiek keerde na één jaar terug en Portugal keerde na langere afwezigheid terug.
| Land                                   | Artiest               | Lied                         | Plaats |
| -------------------------------------- | --------------------- | ---------------------------- | ------ |
| Nicaragua                              | Guayo González        | Quincho Barrilete            | 1      |
| Verenigde Staten                       | Lissette Álvarez      | Si hay amor, volverá         | 2      |
| Dominicaanse Republiek                 | Fernando Casado       | Al nacer cada enero          | 2      |
| Spanje                                 | Trigo Limpio          | Rómpeme, mátame              | 4      |
| Ecuador                                | Marielisa             | Sonreír cuando quiero llorar | 5      |
| Venezuela                              | Hector José           | Iberoamérica toda            | 6      |
| Peru                                   | Cecilia Bracamonte    | Lando                        | 6      |
| Puerto Rico                            | Aqua Marina           | Piel dormida                 | 6      |
| Argentinië                             | Jerónimo              | Jugar a vivir                | 6      |
| El Salvador                            | Ana Marcela D'Antonio | Enséñame a vivir             | 6      |
| Chili                                  | Capri                 | Oda a mi guitarra            | 11     |
| Panama                                 | Leopoldo Hernández    | Canta a la vida              | 11     |
| Uruguay                                | Miguel Bobbio         | Quiero vivir                 | 11     |
| Portugal                               | Paulo de Carvalho     | Amor sem palabras            | 14     |
| Nederlandse Antillen                   | Ced Rice              | Gente, eres tú               | 14     |
| Colombia                               | Ximena                | Cantando                     | 14     |
| Brazilië                               | Lolita Rodrigues      | Pediendo amor                | 17     |
| Mexico                                 | José María Napoleón   | Hombre                       | 17     |
| Guatemala                              | Mildred & Manolo      | El verbo amar                | 17     |
| Costa Rica                             | Manuel Chamorro       | Melodía de los amantes       | 17     |
| Honduras                               | Tony Morales          | El hombre                    | 17     |
| Gaststad: Teatro Real - Madrid, Spanje |                       |                              |        |

1972 · 1973 · 1974 · 1975 · 1976 · 1977 · 1978 · 1979 · 1980 · 1981 · 1982 · 1983 · 1984 · 1985 · 1986 · 1987 · 1988 · 1989 · 1990 · 1991 · 1992 · 1993 · 1994 · 1995 · 1996 · 1997 · 1998 · 2000